# 1962 en bande dessinée
| Années de la bande dessinée : 1959 - 1960 - 1961 - 1962 - 1963 - 1964 - 1965    |
| Décennies de la bande dessinée : 1930 - 1940 - 1950 - 1960 - 1970 - 1980 - 1990 |

Cet article présente les faits marquants de l'année 1962 en bande dessinée.

## Évènements

Spider-Man

- Francis Lacassin fonde le Club des bandes dessinées, avec Alain Resnais et Évelyne Sullerot.
- Peyo sort son premier tome de Benoît Brisefer, personnage qui sera repris par plusieurs dessinateurs et scénaristes par la suite.
- Création du fumetti Diabolik par les sœurs Angela et Luciana Giussani.
- 1er trimestre : Marijac essaie de relancer son illustré Coq hardi dans une version de poche.
- mai : Aux États-Unis, sortie de Incredible Hulk #1 (première apparition de Hulk), chez Marvel Comics
- août : sortie de Journey into Mystery #83 (première apparition de Thor), chez Marvel Comics
- août : sortie de Amazing Fantasy #15 (première apparition de Spider-Man, par Stan Lee et Steve Ditko), chez Marvel Comics. La version française sera publiée en 1969 dans la revue Fantask, puis en 1971 dans Strange aux éditions Lug.

## Nouveaux albums
Voir aussi : Albums de bande dessinée sortis en 1962

### Franco-belge
| Sortie | Titre                                           | Scénariste      | Dessinateur     | Coloriste | Éditeur    |
| ------ | ----------------------------------------------- | --------------- | --------------- | --------- | ---------- |
|        | L'Anneau des Castellac - Johan et Pirlouit T.11 | Peyo            | Peyo            |           | Dupuis     |
|        | Le Piège diabolique - Blake et Mortimer T.8     | Edgar P. Jacobs | Edgar P. Jacobs |           | Le Lombard |

### Comics
| Sortie | Série       | Tome | Titre | Scénariste | Dessinateur | Coloriste | Éditeur |
| ------ | ----------- | ---- | ----- | ---------- | ----------- | --------- | ------- |
| ?      | à compléter |      |       |            |             |           |         |
| ?      | …           |      |       |            |             |           |         |

### Mangas
| Sortie | Série       | Tome | Titre | Scénariste | Dessinateur | Coloriste | Éditeur |
| ------ | ----------- | ---- | ----- | ---------- | ----------- | --------- | ------- |
| ?      | à compléter |      |       |            |             |           |         |
| ?      | …           |      |       |            |             |           |         |

## Naissances
- 19 février : Béhé
- 20 février : Dwayne McDuffie
- 21 février : Michel Pirus
- 27 février : Andy Kubert, dessinateur de comics
- 1er mars : Claude Guth (coloriste de Lanfeust de Troy, Le Pouvoir des innocents, L'Esprit de Warren…)
- 5 mars : Olivier Ta, dit TaDuc
- 7 mars : Gilles Ciment, théoricien de la bande dessinée français, directeur général de la Cité internationale de la bande dessinée et de l'image de 2007 à 2014
- 12 avril : Zidrou (Le Boss, L'Élève Ducobu)
- 14 avril : Daniel Clowes (Ghost World, David Boring), auteur de comics
- 1er mai : Olivier Neuray (Nuit Blanche)
- 7 mai : Philippe Buchet
- 9 mai : Ty Templeton
- 23 juillet :
  - Kelley Jones, dessinateur de comics
  - Dale Keown
- 16 septembre :
  - Seth, auteur de comics
  - Mike Mignola (Hellboy), auteur de comics
- 21 septembre : Hubert Mounier
- 9 octobre : Coyote (auteur)
- 16 novembre : Darwyn Cooke
- 19 novembre : Laurent Parcelier
- 20 septembre : Bill Amend, auteur de comics
- 24 novembre : John Kovalic, auteur de comics
- 27 novembre : Alain Garrigue
- 1er décembre : Joe Quesada (Painkiller Jane, Daredevil) auteur et éditeur de comics
- 8 décembre : Erik Larsen, dessinateur de comics, créateur du Savage Dragon

## Décès
- 12 mai : Dick Calkins, dessinateur de comic strips
- 17 novembre : Albéric Bourgeois, auteur québécois
- Décès de Guillermo Cifré